# Ambracia
Ambracia (Oudgrieks: Ἀμβρακία, Ambrakía, Ἀμπρακία, Amprakía; het huidige Arta) was een aanzienlijke polis in Acarnanië.
Het lag dicht  bij de Arachthus en 80 stadiën ten noorden van de  kust van de naar haar genoemden Sinus Ambracius (Ambracische Golf of Golf van Arta).
De stad zou haar naam ontlenen aan Ambracia, Ambracias, of Amprax. Het was een door de Korinthiërs onder leiding van Gorgus omstreeks 635 v.Chr. gestichte apoikia (vgl. kolonie).

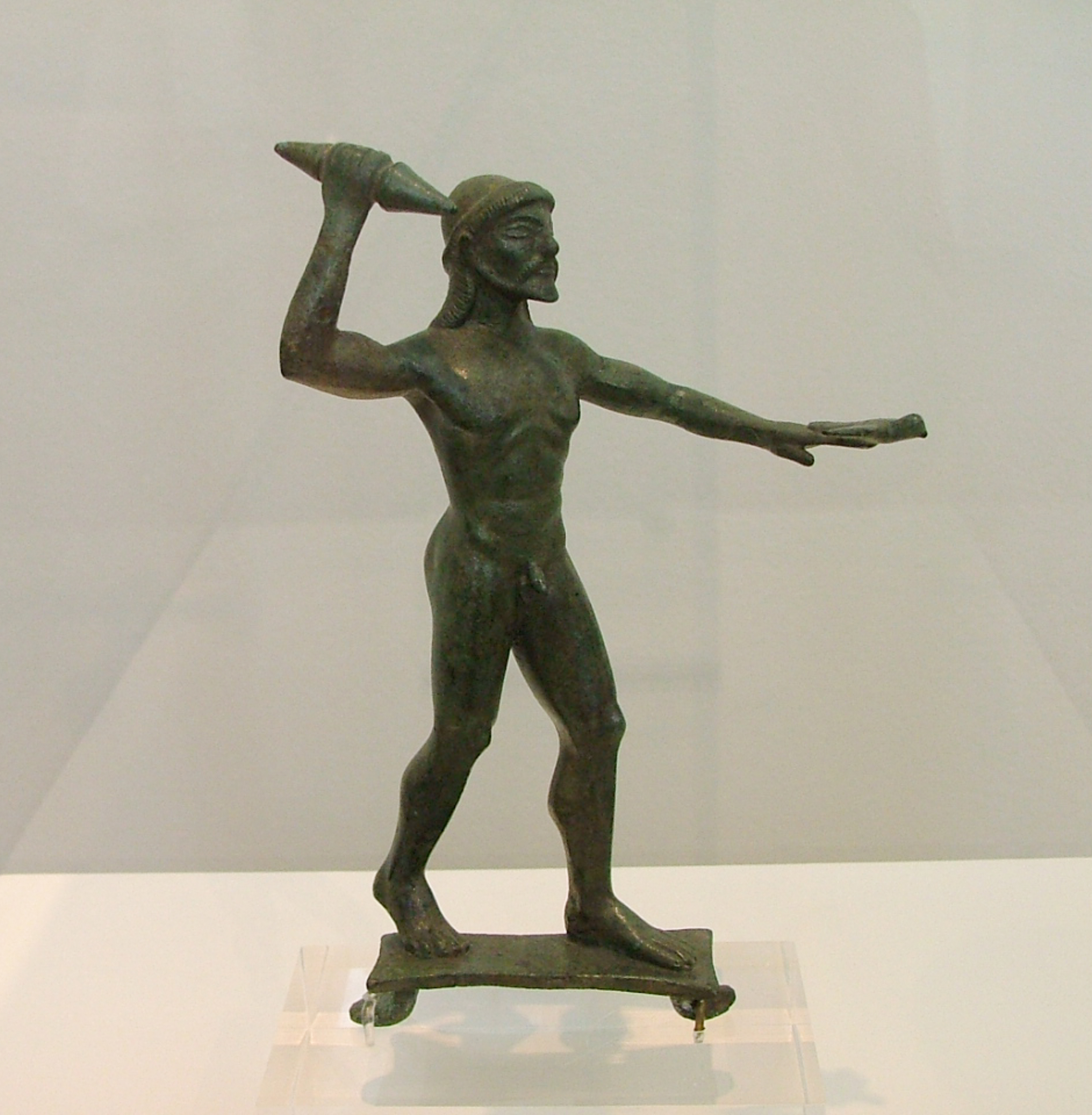
Bronzen beeldje van Zeus, gevonden in Ambracia.

In 480 v.Chr. zonden de Ambraciërs zeven schepen uit om deel te nemen aan de slag bij Salamis. Het jaar erop (479 v.Chr.) zouden er 500 Amprakiaten deelnemen aan de slag bij Plataeae. De stad kwam spoedig tot bloei en beheerste de omtrek. In 426 v.Chr. leden de inwoners echter een zware nederlaag tegen de verbonden Acarnaniërs en Atheners.
Het werd onder Pyrrhus tot zetel van de koningen van Epirus verheven, met een tempel van Athena en verscheidene burchten: Ambracas, Cranea en de acropolis op de berg Perranthes (Περράνθης, Perránthēs). Pyrrhus bouwde er tevens een versterkt paleis, dat naar hem Pyrrheum (Πύρρειον, Pýrreion) werd genoemd.
In 189 v.Chr. werd de stad door Marcus Fulvius Nobilior veroverd, en werden de kunstwerken naar Athene vervoerd.
In de oorlog tegen Perseus van Macedonië zou Quintus Mucius Scaevola met 2000 manschappen de stad weten te behouden.
Imperator Caesar Augustus bracht de bevolking van Ambracia gedeeltelijk over naar Nicopolis, dat door hem aan de kust werd gesticht ter nagedachtenis aan de zeeslag bij Actium.